# Feuerland Spiele
Die Feuerland Verlagsgesellschaft mbH, bekannt als Feuerland Spiele, ist ein Kleinverlag für Brettspiele mit Sitz im hessischen Hofheim am Taunus. Er wurde 2012 von Frank Heeren (* 1970) und dem Mathematiker und Spieleautor Uwe Rosenberg (* 1970) ins Leben gerufen. Beide sind in Aurich aufgewachsen und kennen sich seit der Schulzeit; 1989 erhielten sie am Ulricianum in Aurich das Abitur.
Ursprung des Verlages war der Erfolg des Fantasy-Brettspiels Terra Mystica von Helge Ostertag und Jens Drögemüller, welches unter anderem den Deutschen Spielepreis 2013 gewann. Dies führte 2015 zur Gründung der Feuerland Verlagsgesellschaft mbH durch Frank Heeren und Uwe Rosenberg in Eppstein im Stadtteil Bremthal. Danach wurden pro Jahr etwa zwei bis drei weitere Brettspiele sowie Erweiterungen für bereits vorhandene Spiele veröffentlicht.
Seit 2024 befindet sich Feuerland Spiele im benachbarten Hofheim am Taunus, das Programm von Feuerland wächst zurzeit um vier bis fünf Spiele pro Jahr.

## Ludografie (Auswahl)
- 2012: Terra Mystica von Helge Ostertag und Jens Drögemüller
- 2013: Die Glasstraße von Uwe Rosenberg
- 2014: Terra Mystica – Feuer & Eis von Helge Ostertag und Jens Drögemüller
- 2014: Arler Erde von Uwe Rosenberg
- 2015: Alte Dunkle Dinge von Simon McGregor
- 2015: Viticulture Essential Edition von Jamey Stegmaier, Alan Stone, Morten Monrad
- 2015: Haus der Sonne von Florian Racky
- 2015: Alte Dunkle Dinge – Ein neues Kapitel von Simon McGregor
- 2016: Ein Fest für Odin von Uwe Rosenberg
- 2017: Scythe von Jamey Stegmaier
- 2017: Scythe – Invaders from Afar von Jamey Stegmaier
- 2017: Charterstone von Jamey Stegmaier
- 2017: Gaia Project von Helge Ostertag und Jens Drögemüller
- 2018: Fuji von Wolfgang Warsch
- 2018: Gloomhaven von Isaac Childres
- 2018: Das tiefe Land von  Claudia und Ralf Partenheimer
- 2018: Magnastorm von Maximilian Thiel
- 2019: Flügelschlag von Elizabeth Hargrave
- 2019: Dinosaur Island von Jon Gilmour und Brian Lewis
- 2019: Crystal Palace von Carsten Lauber
- 2020: Wasserkraft von Tommaso Battista und Simone Luciani
- 2020: Parks von Henry Audubon
- 2020: Tapestry von Jamey Stegmaier
- 2020: New York Zoo von Uwe Rosenberg
- 2021: Arche Nova von Mathias Wigge
- 2023: Frosthaven von Isaac Childres
- 2023: La Famiglia von Maximilian Thiel
- 2023: Schwingenschlag von Connie Vogelmann
- 2023: Caper Europe von Unai Rubio
- 2023: Age of Innovation von Helge Ostertag
- 2023: Expeditions von Jamey Stegmaier
- 2023: Total Regal von Matthew Dunstan und Phil Walker-Harding
- 2024: Astrobienen von Connie Vogelmann
- 2024: Black Forrest von Uwe Rosenberg und Tido Lorenz
- 2024: Tauschrausch von Paul Salomon
- 2025: Flossenschlag von David Gordon und Michael O’Connell